# Argento sterling

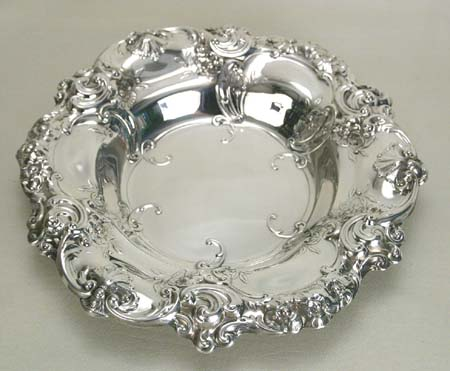
Ciotola in argento sterling.

L'argento sterling o argento sterlina (detto anche sterling silver) è una lega costituita principalmente da argento con l'aggiunta di rame. Dall'argento sterling prende nome la Pound sterling, la sterlina britannica.
Gli oggetti creati con questa lega d'argento vengono marchiati con un punzone che indica il titolo di argento presente nella lega. Il punzone più diffuso, 925 (925 parti di argento su 1000), indica una lega composta per il 92,5% da argento e per il restante 7,5% da rame.
Essendo lo spessore (e quindi il peso) dell'argento usato di difficile valutazione, spesso gli oggetti di più recente produzione riportano un numero che indica con approssimazione i grammi di argento utilizzati.

## Normativa
In Italia le leghe d'argento e i relativi punzoni sono regolati dal D.L. 251/99 del 22 maggio 1999. I titoli previsti sono 925, 835 e 800, e sono impressi all'interno di un ovale sull'oggetto creato nella rispettiva lega. 
I suddetti punzoni non danno affidabilità né garanzia se non affiancati dal punzone identificativo del fabbricante, preceduto da una stellina secondo le ultime normative, che già da molti decenni in Italia è espresso dalla sigla della città preceduta da un numero (es. "70 CT" oppure "1 AR", quest'ultimo divenuto addirittura il marchio dell'azienda produttrice Unoaerre).
La punzonatura italiana è gestita da severe normative di legge, comunque si trovano in libera vendita anche oggetti prodotti all'estero che rispettano altre normative per quanto riguarda il titolo della lega e il sistema di punzonatura. Resta il fatto che si possono trovare sul mercato oggetti apparentemente con regolari punzonature, ma in realtà "fasulli" e viceversa oggetti privi di punzonature o con punzonature incomplete, ma di fatto delle più pregiate leghe. 
La punzonatura R 925, con la R racchiusa in un rettangolo, indica un oggetto fatto di metalli non preziosi (tipicamente rame e sue leghe), rivestito da una sottilissima lamina in argento 925‰ o da un rivestimento elettrolitico di argento 1000‰. Questi oggetti sono a volte commercialmente indicati in Italia come "silver" o più correttamente "silver plated".